# Las llaves de la independencia
Las llaves de la independència és una pel·lícula espanyola d'aventura èpica del 2005 dirigida per Carlos Gil, ambientada a Mèxic i basada en la novel·la Igual que aquel Príncipe d'Ana Diosdado. Va ser rodada al Castell de Viñuelas de Madrid amb la participació de TVE.

## Sinopsi
Mèxic, mitjans del segle xix. Lázaro Expósito és un jove indígena humil que després de néixer és adoptat per Javier Artal, membre de d'una família d'hisendats espanyols vinguts de la península. El germà gran del seu pare el repudia pel seu origen humil, cosa que el marcarà profundament.

## Repartiment
- Fernando Carrillo...	Lázaro
- Fernando Luján ...	Demetrio
- Charo López...	Mare Renunciación
- José Sancho 	...	Íñigo Artal
- Marcela Walerstein 	...	María
- Miguel Molina 	...	Juan Evangelista
- Yohana Cobo	...	Teresita
- Daniel Diosdado 	...	Doctor
- Carlos Fuentes...	Marcelino
- Asunción Balaguer	...	Nieves
- Manuel Zarzo	...	Donato
- Ramón Langa	...	Narrador
- Rodolfo Sancho...	Luis
- Mary Paz Pondal...	Guadalupe
- Ismael Martínez	...	Remigio

## Nominacions
- Candidata al Goya als millors efectes especials (2006)[3]